# Temporada 2009 de la Red Bull MotoGP Rookies Cup
La temporada 2009 de la Red Bull MotoGP Rookies Cup continuó con la búsqueda de futuros campeones del mundo.

## Calendario
| Ronda | Fecha        | Gran Premio                                     | Circuito         | Pole Position    | Vuelta rápida    | Piloto ganador   | Fuentes     |
| ----- | ------------ | ----------------------------------------------- | ---------------- | ---------------- | ---------------- | ---------------- | ----------- |
| 1     | 2 de mayo    | Spanish Grand Prix                              | Jerez            | Daijiro Hiura    | Daniel Ruiz      | Sturla Fagerhaug | [ 1 ] [ 2 ] |
| 1     | 3 de mayo    | Spanish Grand Prix                              | Jerez            | Daijiro Hiura    | Daijiro Hiura    | Danny Kent       | [ 3 ]       |
| 2     | 30 de mayo   | Italian Grand Prix                              | Mugello Circuit  | Sturla Fagerhaug | Sturla Fagerhaug | Sturla Fagerhaug | [ 4 ]       |
| 3     | 27 de junio  | Gran Premio de los Países Bajos de Motociclismo | TT Circuit Assen | Sturla Fagerhaug | Florian Marino   | Sturla Fagerhaug | [ 5 ]       |
| 4     | 18 de julio  | German Grand Prix                               | Sachsenring      | Danny Kent       | Jakub Kornfeil   | Jakub Kornfeil   | [ 6 ]       |
| 5     | 25 de julio  | British Grand Prix                              | Donington Park   | Danny Kent       | Daniel Ruiz      | Jakub Kornfeil   | [ 7 ]       |
| 6     | 15 de agosto | Czech Republic Grand Prix                       | Brno             | Daijiro Hiura    | Alejandro Pardo  | Florian Marino   | [ 8 ]       |
| 6     | 16 de agosto | Czech Republic Grand Prix                       | Brno             | Daijiro Hiura    | Daijiro Hiura    | Jakub Kornfeil   | [ 9 ]       |

## Estadísticas

### Sistema de puntuación
Solo los 15 primeros suman puntos. El piloto tiene que terminar la carrera para recibir puntos.
| Posición | 1º | 2º | 3º | 4º | 5º | 6º | 7º | 8º | 9º | 10º | 11º | 12º | 13º | 14º | 15º |
| -------- | -- | -- | -- | -- | -- | -- | -- | -- | -- | --- | --- | --- | --- | --- | --- |
| Puntos   | 25 | 20 | 16 | 13 | 11 | 10 | 9  | 8  | 7  | 6   | 5   | 4   | 3   | 2   | 1   |

### Campeonato de pilotos
| Pos | Piloto                 | JER | JER | MUG | ASS | SAC | DON | BRN | BRN | Pts |
| --- | ---------------------- | --- | --- | --- | --- | --- | --- | --- | --- | --- |
| 1   | Jakub Kornfeil         | 8   | 6   | 2   | 5   | 1   | 1   | 8   | 1   | 132 |
| 2   | Sturla Fagerhaug       | 1   | 2   | 1   | 1   | 12  | Ret | 5   | 2   | 130 |
| 3   | Daijiro Hiura          | Ret | 3   | 3   | 2   | 4   | 3   | 6   | 4   | 104 |
| 4   | Danny Kent             | 3   | 1   | 7   | Ret | 6   | 8   | 2   | 8   | 96  |
| 5   | Florian Marino         | Ret | 4   | 4   | 4   | 5   | 6   | 1   | 7   | 94  |
| 6   | Jacob Gagne            | 11  | 9   | Ret | 3   | 3   | 5   | 4   | 3   | 84  |
| 7   | Mathew Scholtz         | 2   | 7   | 17  | 10  | 2   | 7   | 10  | 5   | 81  |
| 8   | Daniel Ruiz            | 9   | 17  | 5   | 7   | 14  | 2   | 23  | 9   | 56  |
| 9   | Alexander Kristiansson | 4   | Ret | 9   | 6   | 8   | 11  | 9   | Ret | 50  |
| 10  | Alejandro Pardo        | 6   | 5   | Ret | 14  | 7   | Ret | 3   | Ret | 48  |
| 11  | Nelson Major           | 7   | Ret | Ret | Ret | 10  | 4   | 7   | 6   | 47  |
| 12  | Kevin Calia            | 12  | 8   | Ret | 9   | 11  | 10  | 13  | 12  | 37  |
| 13  | Arthur Sissis          | Ret | 18  | 6   | 8   | Ret | 12  | 15  | 11  | 28  |
| 14  | Brad Binder            | 13  | 10  | Ret | 16  | Ret | 15  | 11  | 14  | 17  |
| 15  | Harry Stafford         | Ret | DNS |     |     | 9   | 14  | 12  | 13  | 16  |
| 16  | Hayden Gillim          | 10  | DNS | 13  | 12  | Ret | 18  | 22  | Ret | 13  |
| 17  | Dylan Mavin            | 18  | 12  | 8   | 23  | 19  | 20  | 24  | 21  | 12  |
| 18  | Xavier Figueras        | 14  | 11  | 14  | 18  | 13  | 17  | 21  | 18  | 12  |
| 19  | Joshua Hook            | 5   | Ret | Ret | Ret | DNS |     | 16  | 16  | 11  |
| 20  | Taylor Mackenzie       | 19  | 14  | 15  | 21  | Ret | 9   | Ret | Ret | 10  |
| 21  | Deane Brown            |     |     |     | 13  | Ret | Ret | 18  | 10  | 9   |
| 22  | Nico Thöni             | 17  | 16  | 10  | Ret | DNS | 19  | 14  | Ret | 8   |
| 23  | Robin Barbosa          | Ret | 13  | 11  | 19  | 18  | Ret | Ret | 22  | 8   |
| 24  | Benny Solis            | 20  | Ret | 12  | 20  | 15  | Ret | 17  | 15  | 6   |
| 25  | Alessio Cappella       | 16  | DNS | DNS | 11  | Ret | 16  | 20  | 17  | 5   |
| 26  | Fraser Rogers          | Ret | Ret | 18  | 22  | 16  | 13  | 25  | 20  | 3   |
| 27  | Joan Perelló           | 15  | 15  | 16  | 15  | 17  | Ret | 19  | 19  | 3   |
|     | Thomas van Leeuwen     |     |     | 19  | 17  |     |     |     |     | 0   |
| Pos | Piloto                 | JER | JER | MUG | ASS | SAC | DON | BRN | BRN | Pts |

| Color     | Resultado                                                               |
| --------- | ----------------------------------------------------------------------- |
| Oro       | Ganador                                                                 |
| Plata     | 2.ª plaza                                                               |
| Bronce    | 3.ª plaza                                                               |
| Verde     | Finalizó en los puntos                                                  |
| Azul      | Finalizó sin puntos                                                     |
| Azul      | NC - No clasificado                                                     |
| Violeta   | Ret - No terminó (Carrera)                                              |
| Rojo      | DNQ - No se clasificó                                                   |
| Negro     | DSQ - Descalificado                                                     |
| Blanco    | DNS - No empezó (carrera)                                               |
| Blanco    | WD - Retirado (fin de semana)                                           |
| Blanco    | C - Carrera cancelada                                                   |
| Sin color | DNP - Inscrito pero no participó                                        |
| Sin color | INJ - Lesionado                                                         |
| Sin color | EX - Excluido                                                           |
| Estado    | Resultado                                                               |
| Negrita   | Pole position                                                           |
| Cursiva   | Vuelta rápida                                                           |
| †         | Abandona, pero clasifica al completar el porcentaje requerido para ello |

## Pilotos
Notas
- Todos los pilotos usan KTM
- Los neumáticos son suministrados por Dunlop

| No | Piloto                 | Rondas   |
| -- | ---------------------- | -------- |
| 4  | Xavier Figueras        | 1-8      |
| 7  | Deane Brown            | 3–6      |
| 16 | Joshua Hook            | 1–3, 5–6 |
| 17 | Thomas van Leeuwen     | 2–3      |
| 20 | Mathew Scholtz         | 1-8      |
| 21 | Florian Marino         | 1-8      |
| 22 | Daniel Ruiz            | 1-8      |
| 24 | Harry Stafford         | 1, 4–6   |
| 27 | Alessio Cappella       | 1-8      |
| 30 | Dylan Mavin            | 1-8      |
| 32 | Jacob Gagne            | 1-8      |
| 33 | Sturla Fagerhaug       | 1-8      |
| 35 | Benny Solis            | 1-8      |
| 36 | Nico Thöni             | 1-8      |
| 41 | Brad Binder            | 1-8      |
| 44 | Nelson Major           | 1-8      |
| 46 | Daijiro Hiura          | 1-8      |
| 47 | Kevin Calia            | 1-8      |
| 52 | Danny Kent             | 1-8      |
| 61 | Arthur Sissis          | 1-8      |
| 63 | Joan Perelló           | 1-8      |
| 69 | Hayden Gillim          | 1-8      |
| 70 | Alexander Kristiansson | 1-8      |
| 71 | Taylor Mackenzie       | 1-8      |
| 77 | Alejandro Pardo        | 1-8      |
| 84 | Jakub Kornfeil         | 1-8      |
| 89 | Fraser Rogers          | 1-8      |
| 93 | Robin Barbosa          | 1-8      |